# کومیتاتنسس
کومیتاتنسس (به لاتین: Comitatenses) و بعدها پالاتینی واحدهای ارتش صحرایی امپراتوری رومِ متأخر بودند. آنان سربازانی بودند که جانشین لژیون‌ها شدند، لژیون‌هایی که از زمان اصلاحات گایوس ماریوس ستون‌فقرات ارتش روم را تشکیل می‌دادند.